# سفوپرازون
سفوپرازون (به انگلیسی: Cefoperazone) یک آنتی بیوتیک سفالوسپورینی نسل سوم است که توسط شرکت فایزر با نام تجاری Cefobid به بازار عرضه می‌شود. این آنتی‌بیوتیک یکی از معدود آنتی‌بیوتیک‌های سفالوسپورینی است که در درمان عفونت‌های باکتریایی سودومونا که در برابر دیگر اعضای این گروه مقاوم است، مؤثر واقع می‌شود.
این دارو در سال ۱۹۷۴ ثبت اختراع شد و در سال ۱۹۸۱ برای مصارف پزشکی تایید شد. سفوپرازون/سولباکتام یک داروی ترکیبی از این ماده با سولباکتام است که با نام تجاری Sulfaperazon عرضه می‌شود. این دارو در حال حاضر در ایران وجود ندارد.